# Campionato balcanico maschile di pallacanestro 1980
Il 22º Campionato Balcanico Maschile di Pallacanestro, si è disputato a Cluj-Napoca, in Romania, tra il 10 e il 14 settembre 1980.
La medaglia di bronzo fu assegnata in base alla differenza punti negli scontri diretti, dato che Grecia, Bulgaria e Turchia terminarono a parimerito.

## Risultati
|    | Nazionale  | G | V | P | PF  | PS  | Diff.    |
| -- | ---------- | - | - | - | --- | --- | -------- |
| 1. | Jugoslavia | 4 | 4 | 0 | 393 | 329 | +64      |
| 2. | Romania    | 4 | 3 | 1 | 353 | 345 | +8       |
| 3. | Grecia     | 4 | 1 | 3 | 271 | 287 | -16 (+2) |
| 4. | Bulgaria   | 4 | 1 | 3 | 297 | 320 | -23 (+1) |
| 5. | Turchia    | 4 | 1 | 3 | 289 | 322 | -33 (-3) |

## Classifica finale
| -  | Paese      | Formazione |
| -- | ---------- | ---------- |
|    | Jugoslavia |            |
|    | Romania    |            |
|    | Grecia     |            |
| 4. | Bulgaria   |            |
| 5. | Turchia    |            |